# Heřmanův Městec
Heřmanův Městec är en stad i Tjeckien.   Den ligger i distriktet Okres Chrudim och regionen Pardubice, i den centrala delen av landet, 90 km öster om huvudstaden Prag. Heřmanův Městec ligger 281 meter över havet och antalet invånare är 4 841.
Terrängen runt Heřmanův Městec är platt norrut, men söderut är den kuperad. Runt Heřmanův Městec är det ganska glesbefolkat, med 25 invånare per kvadratkilometer. Närmaste större samhälle är Pardubice, 13,1 km nordost om Heřmanův Městec. Omgivningarna runt Heřmanův Městec är en mosaik av jordbruksmark och naturlig växtlighet.